# Seznam království
Toto je seznam království podle kontinentu.

## Současná království

### Evropa
- Belgie
- Dánsko
- Nizozemsko
- Norsko
- Španělsko
- Švédsko
- Velká Británie

Jsou země patřící do britského společenství národů formálně sjednoceni pod vládou Britského panovníka. V současnosti Karlem III. S výjimkou Austrálie, Kanady a Nového Zélandu to jsou pouze monarchie v personální unii se Spojeným královstvím.
- Antigua a Barbuda
- Austrálie
- Bahamy
- Belize
- Grenada
- Jamajka
- Kanada
- Nový Zéland
- Papua Nová Guinea
- Svatý Kryštof a Nevis
- Svatý Vincenc a Grenadiny
- Šalomounovy ostrovy
- Tuvalu

### Afrika
- Lesotho
- Maroko
- Svazijsko

### Asie
- Bahrajn
- Bhútán
- Kambodža
- Jordánsko
- Saúdská Arábie
- Thajsko

### Oceanie
- Tonga

## Zaniklá království

### Evropa
- Albánské království - (1272–1368, 1928–1939, 1939-1943)
- Anglické království
- Aragonské království
- Asturské království
- Bavorské království - (1806-1918)
- Bosenské království
- Bulharské carství (království) - (1908-1946)
- Burgundské království (Arelatské)
- Země Koruny české
- Černohorské království - (1910-1918)
- Etruské království
- Francouzské království - (843-1792, 1814-1848)
- Hannoverské království
- Chorvatské království - (925-1918)
- Illyrské království
- Irské království
- Islandské království - (1918-1944)
- Italské království - (568–964, 1805–1814, 1861-1946)
  - Italské království (středověk) (568–964)
  - Italské království (napoleonské) (1805–1814)
  - Italské království (novověk) (1861-1946)
- Království Srbů, Chorvatů a Slovinců resp. království Jugoslávie
- Kastilské království
- Kyperské království
- Leónské království
- Království lombardsko-benátské - (1815–1866)
- Navarrské království - (824–1620)
- Neapolské království - (1285–1816)
- Království obojí Sicílie - (1816–1861)
- Polské království - (1025–1569–1795, 1815–1864,1916–1918)
- Portugalské království - (1139-1910)
- Pruské království - (1701-1918)
- Rumunské království - (1881-1947)
- Ruské carství - (1547–1721), zda byl jeho status královský nebo císařský není zcela určeno[zdroj⁠?!]
- Řecké království - (1832-1973)
- Saské království - (1806-1918)
- Sardinské království
- Sicilské království
- Srbské království - (1882-1918)
- Skotské království
- Uherské království resp. Maďarské království - (1000–1918 resp. 1920–1946)
- Vestfálské království
- Württemberské království - (1806-1918)

### Afrika
- Aksumské království
- Burundské království  - (1680–1966)
- Egyptské království - (1922–1953)
- Jihoafrická unie - (1910–1960)
- Konžské království
- Libyjské království (1951-1969)
- Rwandské království - (1350-1959, 1959–1962)
- Tuniské království - (1956-1957)

### Asie
- Arménské království
- Gruzínské království - (888–1466, 1762–1801)
- Hidžázské království
- Irácké království - (1921-1958)
- Dominium Indie - (1947-1950)
- Izraelské království
- Judské království
- Jemenské království - (1918-1962/1969)
- Jeruzalémské království
- Korejské království - (918-1897)
- Laoské království - (1905-1975)
- Nepálské království - ([[]]-2009)
- Dominium Pákistán - (1947-1956)
- Království Rjúkjú
- království Sarawak - (1841-1946)
- království Sikkim - (1642-1975)
- Vietnamské království - (1802-1945), zda byl jeho status královský nebo císařský není zcela určeno

### Oceanie
- království Araukanie and Patagonie - (1860-1878)
- Havajské království - (1810-1893)
- Tahitské království - (1788-1880)